# Levin Möller
Levin Möller, také Lewin Moeller, (1709 Ryd Schonen – 22. listopadu 1768 Linköping) byl švédský luterský teolog a matematik.

## Život a kariéra
Od roku 1726 studoval na lundské univerzitě, kde v roce 1734 promoval. Ve studiích pokračoval na greifswaldské univerzitě. Zde se stal v roce 1742 profesorem filozofie a vyučoval logiku a metafyziku. Roku 1745 vydal francouzsko-švédský slovník. V roce 1750 se stal doktorem teologie. Po odchodu Johanna Hermanna Beckera se roku 1751 stal profesorem teologie. V roce 1752 byl jmenován pastorem v St.-Jacobi-Kirche. Jako rektor školy působil v letech 1751 až 1752. Později byl také proboštem Linköpingu.
V roce 1743 se oženil s Cicilií Helenou Papke (1715–1745), dcerou teologa Carla Papkeho.

## Dílo
- Nouveau Dictionnaire françois-suédois et suédois-françois : en ug Frantzösk och Svensk, samt Svensk och Frantzösk Lexicon. Gottfried Kiesewetter, Stockholm a Uppsala 1745